# Gunnison (Colorado)
Gunnison is een plaats (city) in de Amerikaanse staat Colorado, en valt bestuurlijk gezien onder Gunnison County.

## Demografie
Bij de volkstelling in 2000 werd het aantal inwoners vastgesteld op 5409.
In 2006 is het aantal inwoners door het United States Census Bureau geschat op 5309, een daling van 100 (-1,8%).

## Geografie
Volgens het United States Census Bureau beslaat de plaats een oppervlakte van
8,3 km², geheel bestaande uit land. Gunnison ligt op ongeveer 2348 m boven zeeniveau.

## Plaatsen in de nabije omgeving
De onderstaande figuur toont nabijgelegen plaatsen in een straal van 64 km rond Gunnison.